# Delilah Strong
Delilah Strong (Poughkeepsie, 26 de julho de 1982) é uma atriz pornográfica americana. É de ascendência porto-riquenha e siciliana.

## Carreira
Antes da carreira de atriz pornográfica, trabalhava numa locadora de vídeos da Blockbuster Video. Enquanto trabalhava como stripper em um clube em Tampa, Flórida, foi descoberta por um representante da revista Hustler que a levou para fazer seu primeiro vídeo adulto.
Em maio de 2006, a Shane's World Studios lhe contratou para um contrato de um ano não-exclusivo para a série College Invasion, fazendo dela a "Ms. College Invasion" oficial.

## Prêmios e indicações
| Ano  | Cerimônia | Resultado | Prêmio                                                        | Trabalho                          |
| ---- | --------- | --------- | ------------------------------------------------------------- | --------------------------------- |
| 2005 | AVN       | Indicada  | Best Threeway Sex Scene (com Cytherea & Brian Bacchus)        | Cytherea Iz Squirtwoman           |
| 2006 | AVN       | Indicada  | Best Oral Sex Scene – Video (com Alektra Blue & Jonni Darkko) | Suck It Dry                       |
| 2006 | AVN       | Indicada  | Most Outrageous Sex Scene (com Jules Jordan)                  | Feeding Frenzy 6                  |
| 2006 | FAME      | Indicada  | Favorite Oral Starlet                                         | —                                 |
| 2007 | AVN       | Indicada  | Most Valuable Starlet (Unrecognized Excellence)               | —                                 |
| 2007 | FAME      | Indicada  | Favorite Oral Starlet                                         | —                                 |
| 2007 | FAME      | Finalista | Dirtiest Girl in Porn                                         | —                                 |
| 2008 | AVN       | Indicada  | Best Threeway Sex Scene (com Kylie Ireland & Derrick Pierce)  | Upload                            |
| 2008 | FAME      | Finalista | Dirtiest Girl in Porn                                         | —                                 |
| 2009 | AVN       | Venceu    | Best Threeway Sex Scene (com Jenny Hendrix & Michael Stefano) | The Jenny Hendrix Anal Experience |